# ماري مود
ماري مود (بالإنجليزية: Mary Maude)‏ هي ممثلة بريطانية، ولدت في القرن 20.

## وصلات خارجية
- ماري مود على موقع IMDb (الإنجليزية)
- ماري مود على موقع قاعدة بيانات الفيلم (الإنجليزية)